# 당사자신문
당사자신문(當事者訊問, Beweis durch Parteivernehmung)은 민사소송법상 제도로 법원이 직권으로 또는 당사자의 신청에 따라 당사자 본인을 선서한 후 신문(訊問)하게 하는 것이다.

## 조문

### 제367조(당사자신문)
법원은 직권으로 또는 당사자의 신청에 따라 당사자 본인을 신문할 수 있다. 이 경우 당사자에게 선서를 하게 하여야 한다.

### 제368조(대질)
재판장은 필요하다고 인정한 때에 당사자 서로의 대질 또는 당사자의 증인의 대질을 명할 수 있다.

### 제369조(출석, 선서, 진술의 의무)
당사자가 정당한 사유 없이 출석하지 아니하거나 선서 또는 진술을 거부한 때에는 법원은 신문사항에 관한 상대방의 주장을 진실한 것으로 인정할 수 있다.

### 제370조 거짓 진술에 대한 제재
① 선서한 당사자가 거짓 진술을 한 때에는 법원은 결정으로 500만원 이하의 과태료에 처한다.
② 제1항의 결정에 대하여는 즉시항고를 할 수 있다.
③ 제1항의 결정에는 제363조제3항의 규정을 준용한다.

## 판례
당사자신문절차에서 당사자가 정당한 사유 없이 출석·선서·진술의 의무를 불이행한 경우에 민사소송법 제369조의 규정에 의하여 법원은 재량에 따라 ‘신문사항에 관한 상대방의 주장’을 진실한 것으로 인정할 수 있는바, 이 경우 당사자가 출석할 수 없는 정당한 사유란 법정에 나올 수 없는 질병, 교통기관의 두절, 관혼상제, 천재지변 등을 말한다고 할 것이고, 그러한 정당한 사유의 존재는 그 불출석 당사자가 이를 주장·입증하여야 한다.